# Stanisław Łojasiewicz
Stanisław Łojasiewicz (* 9. Oktober 1926 in Warschau; † 14. November 2002) war ein polnischer Mathematiker.

## Leben

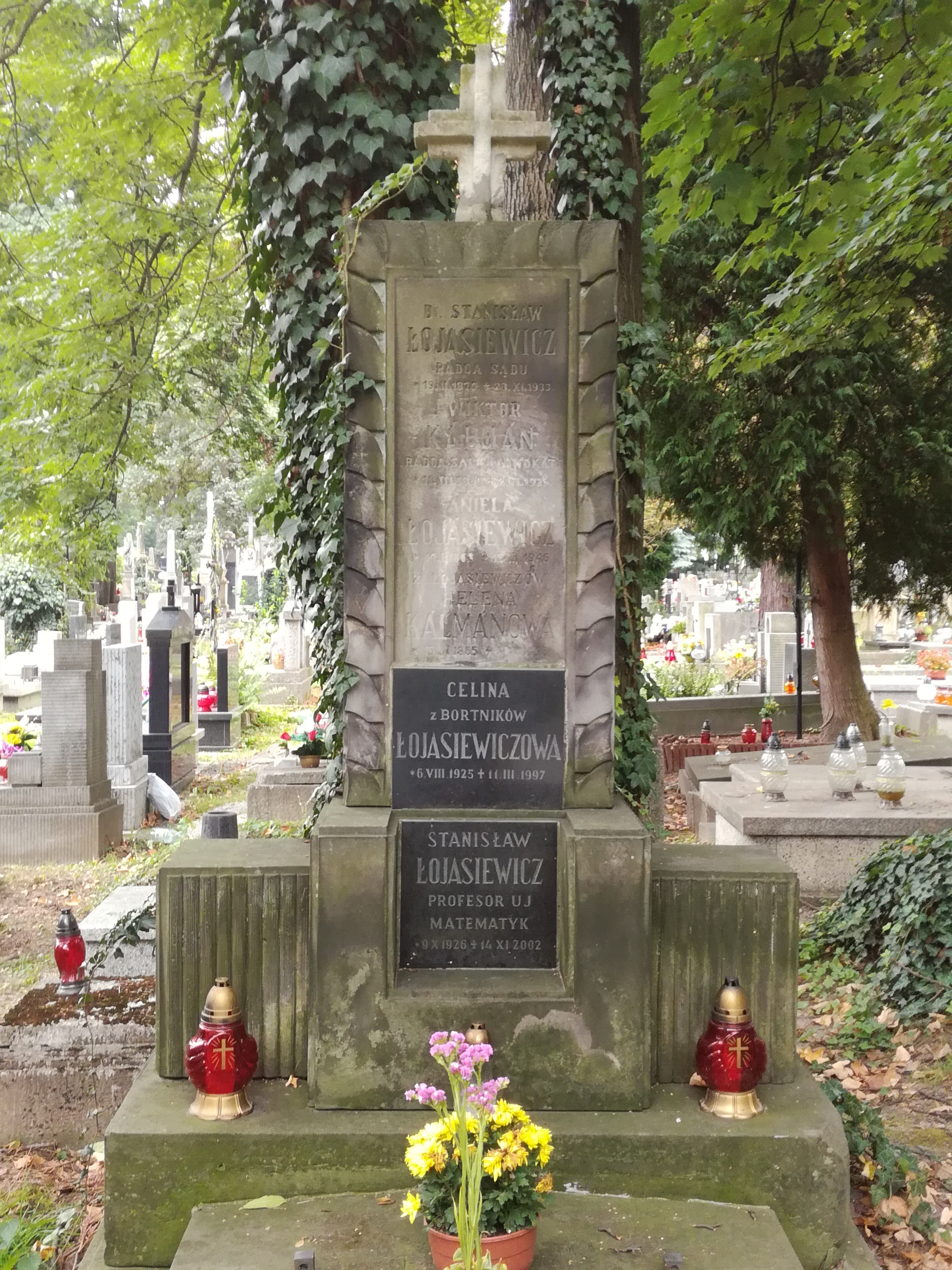
Grab der Familie Łojasiewicz

Stanisław Łojasiewicz studierte von 1945 bis 1947 Mathematik an der Jagiellonen-Universität in Krakau und wurde 1950 bei Tadeusz Ważewski mit der Dissertation Sur l'allure asymptotique des intègrales du système d'équations differentielles au voisinage de point singulier promoviert. Er beschäftigte sich zunächst mit gewöhnlichen Differentialgleichungen, dann mit Distributionentheorie und partiellen Differentialgleichungen. Seine Arbeiten zur semianalytischen Geometrie hatten Auswirkungen in der Approximationstheorie, Kontrolltheorie und Modelltheorie.
Nach seinem ersten Auslandsaufenthalt 1957 in Paris arbeitete er in den Jahren 1958 bis 1960 an den Universitäten in Kingston (Ontario), Chicago, Berkeley (Kalifornien) und dem Institute for Advanced Studies in Princeton. 1962 wurde er Professor an der Jagiellonen-Universität und folgte dann Einladungen nach Pisa und Buenos Aires. Nach seinem Forschungsaufenthalt am Institut des Hautes Études Scientifiques 1964–1965 präsentierte er eine systematische Ausarbeitung der semianalytischen Geometrie sowie eine Monographie zu diesem Thema. Er wurde 1970 zum internationalen Mathematikerkongress in Nizza eingeladen, über seine Ergebnisse vorzutragen (Vortrag: Sur les ensembles semi-analytiques).
1971 wurde Łojasiewicz als korrespondierendes Mitglied in die polnische Akademie der Wissenschaften gewählt, die Vollmitgliedschaft erhielt er 1980. Seit 1983 war er Mitglied der Päpstlichen Akademie der Wissenschaften. Im Jahre 1992 wurde ihm die Stefan-Banach-Medaille verliehen. 1970 war er Invited Speaker auf dem Internationalen Mathematikerkongress in Nizza (Sur les ensembles semi-analytiques) und 1962 hielt er einen Vortrag auf dem ICM in Stockholm (Triangulation of real analytic sets).